# Keats
Keats — британская рок-группа (проект) 1984 года, которая выпустила единственный одноимённый альбом.
Инициатором создания проекта был Эрик Вульфсон, один из создателей и участников The Alan Parsons Project. Вульфсон хотел создать свой собственный музыкальный проект, отличный от APP. В участники он пригласил музыкантов, которые в прошлом принимали участие в Alan Parsons Project: Дэвида Патона, Иана Байрсона (оба — Pilot), Стюарта Эллиота и Колина Бланстоуна (The Zombies), который в свою очередь пригласил в коллектив Питера Барденса (Camel). Что удивительно — в продюсеры первого альбома пригласили именно Алана Парсонса, он же стал и звукорежиссёром. Авторами всех песен были сами музыканты, которые в своей работе ориентировались на творчество The Alan Parsons Project.
Хотя музыкантов и объединяло то, что они участвовали в APP, между собой многие были не знакомы. Например, не знали Бланстоуна, поскольку Парсонс всегда записывал солиста отдельно от бэк-вокалиста. С началом работы в студии участники Keats столкнулись с личностными разногласиями. К тому же многие из них имели свою собственную музыкальную карьеру, и оказались не готовы пожертвовать ею ради Keats. Внутренние разногласия между Патоном, Байрсоном и Эллиотом, с одной стороны, и Бланстоуном и Барденсом, с другой, равно как и коммерческие неудачи группы, привели Keats к распаду всего через восемь месяцев.

## Участники
- Колин Бланстоун — вокал
- Иан Байрсон — гитара
- Барденс, Питер — клавишные
- Давид Патон — бас-гитара, бэк-вокал
- Стюарт Эллиот — ударные

## Дискография
- Сингл: Turn your heart around (1984)
- Альбом: Keats (1984; переиздан в 1996 с бонусным треком: интервью с Парсонсом и Байрсоном)
- Клип: Turn your heart around (1984)

## Интересные факты
- Эрик Вульфсон назвал группу в честь популярного среди музыкантов модного ресторана, расположенного в западном Лондоне. Ресторан ныне, как и группа, не существует.